# Ja tebja nikogda ne zabudu
Ja tebja nikogda ne zabudu (Я тебя никогда не забуду) è un film del 1983 diretto da Pavel Petrovič Kadočnikov.

## Trama
L'infermiera Polina sta cercando di salvare la vita di un soldato Fedor e per questo deve sacrificare il suo sangue. Vengono mandati in ospedale. Il tempo passa e chiama Polina sua moglie e va al fronte, viene catturato, partecipa a battaglie in Francia. Tornando a casa, Fedor scopre che Polina ora ha un figlio e se n'è andata.